# ÜSTRA Verkehrsverbund

Bis 2024 genutztes Logo

Logo der Gemeinschaftsmarke „ÜSTRA“ seit 2024

Der ÜSTRA Verkehrsverbund (ehemals Großraum-Verkehr Hannover (GVH)) ist ein Tarif- und Verkehrsverbund für den ÖPNV in der Region Hannover. Er ist nach dem Hamburger Verkehrsverbund der zweitälteste Verkehrsverbund in Deutschland.
Der Betrieb des Nahverkehrs im Großraum Hannover kostet jährlich rund 380 Millionen Euro. 60 Prozent der Gesamtkosten werden durch Ticketverkäufe gedeckt (226 Millionen Euro), den Rest teilen sich Bund, Land und Region. Hinzu kommen Ausgaben für Ausbau und Unterhalt der Infrastruktur.

## Geschichte

Entwicklung der Fahrgastzahlen im GVH 1996–2013

Der GVH wurde am 4. März 1970 nach einer Protestaktion gegründet (Näheres siehe: Rote-Punkt-Aktion). Damals kam es nach einer Fahrpreiserhöhung um zehn Pfennig zu Protestaktionen, die dazu führten, dass vom 12. bis zum 19. Juni 1969 keine Straßenbahnen und Stadtbusse mehr verkehrten. Erst als Stadt und Üstra Einheitsfahrpreise von 50 Pfennig pro Fahrt und die Kommunalisierung der ÜSTRA (die zuvor mehrheitlich im Besitz der PreußenElektra war) versprachen, hörten Blockaden und Demonstrationen auf. Die ÜSTRA nahm am 20. Juni 1969 den Verkehr wieder auf. Der neue Einheitstarif des GVH trat am 16. März 1970 in Kraft.
Bei der Gründung gehörten zum GVH die Verkehrsunternehmen ÜSTRA, Deutsche Bundesbahn mit ihren Nahverkehrszügen und Bahnbussen, die Deutsche Bundespost mit ihren Postbussen, die Steinhuder Meer-Bahn und die Verkehrsbetriebe Bachstein aus Burgdorf. Ab 1974 wurden Bahnbusse und Postbusse in der privatrechtlichen Regional Verkehr Hannover GmbH (RVH) zusammengefasst.
Von 2002 bis 2012 wurde der GVH als Gesellschaft bürgerlichen Rechts (GbR) mit den Verkehrsunternehmen üstra und RegioBus Hannover geführt. Ab dem 1. Januar 2013 nahm der GVH die Rechtsform einer GmbH an – zu diesem Zeitpunkt mit den beteiligten Unternehmen üstra, DB Regio, RegioBus, metronom und erixx sowie der Region Hannover, die 51 % der Anteile hält. Seit Dezember 2015 gehört auch die Westfalenbahn dem Verbund an.
Seit April 2024 tritt der GVH unter der Marke des Verkehrsunternehmens ÜSTRA auf. Beide Unternehmen bleiben unabhängig davon weiterhin bestehen.

### Tarifentwicklung
Der Tarif des Großraum-Verkehrs Hannover umfasste zunächst den öffentlichen Personennahverkehr der Landeshauptstadt Hannover und der damaligen Landkreise Hannover, Burgdorf, Neustadt am Rübenberge und Springe – heute in der Gesamtheit die Region Hannover. Im Jahr 1974 wurden im Zuge der Gebietsreform die Grenzen des Tarifgebietes erweitert und der neuen Region angeglichen.
Das Tarifgebiet umfasst aber auch einige Linien außerhalb der heutigen Region Hannover, so die Stadtbahnlinie 1 und die Regionalzüge bis Sarstedt (Landkreis Hildesheim) sowie einige Buslinien, die in die Landkreise Celle, Peine, Hildesheim, Schaumburg und Hameln-Pyrmont hineinreichen.
Der Einheitstarif wurde später durch einen gestaffelten Zonentarif ersetzt. Anfänglich bestand dieser Tarif aus zwei Preisstufen und drei Tarifzonen. Preisstufe 1 galt für Fahrten innerhalb einer Tarifzone oder zur benachbarten Zone, so zum Beispiel von Tarifzone 1 in Zone 2 oder von 2 nach 3 mit einer Stunde Umsteigeberechtigung. Preisstufe 2 galt für Fahrten innerhalb aller drei Tarifzonen mit zwei Stunden Umsteigeberechtigung.
Der Verkehrsverbund bietet auch einen über das Verbundgebiet hinausgehenden Regionaltarif in mehreren Zonen an. Dieser Tarif gilt  ausschließlich für Monatskarten. Von Bahnhöfen angrenzender Landkreise (2025: Celle, Gifhorn, Hameln-Pyrmont, Heidekreis, Hildesheim, Nienburg/Weser, Peine, Schaumburg) kann in das Regionsgebiet hereingefahren und dort wie eine Üstra-Monatskarte benutzt werden. Zum April 2019 wurde der GVH-Regionaltarif auf das Gebiet der Landkreise Nienburg/Weser und Schaumburg erweitert.

## Verkehrsunternehmen
Zum ÜSTRA Verkehrsverbund gehören folgende Verkehrsunternehmen: 
- ÜSTRA Hannoversche Verkehrsbetriebe
- regiobus Hannover
- DB Regio
- metronom Eisenbahngesellschaft
- erixx
- WestfalenBahn
- Transdev Hannover
- start Niedersachsen Mitte
- Schaumburger Verkehrsgesellschaft mbH (SVG)

Die Region Hannover fungiert als Aufgabenträger für den öffentlichen Personennahverkehr.
Die Verkehrsunternehmen betreiben im Tarifgebiet 14 Stadtbahnlinien, sieben S-Bahn-Linien (zuzüglich einer Messelinie sowie zweier S-Bahn-Sprinterlinien), zwei Regionalbahnlinien, acht Regionalexpresslinien und etwa 150 Buslinien. Dabei werden über 1900 Haltestellen bedient und pro Jahr etwa 190 Millionen Fahrgäste befördert. In verkehrsschwachen Zeiten und Gebieten ergänzen Ruftaxis und Rufbusse das Angebot.

## Tarife
Das Tarifgebiet ist in drei Tarifzonen eingeteilt. Die Zone A (bis 2019 Hannover) umfasst von wenigen Arrondierungen abgesehen die Stadt Hannover, die Zone B (bis 2019 Umland) umschließt diese innerste Zone ringförmig, diese wiederum wird von der Zone C (bis 2019 Region) umschlossen. Außerdem wird ein zonenunabhängiges Kurzstreckenticket angeboten. Es gilt für Fahrten bis drei (Stadtbahn) bzw. fünf Stationen (Bus), jedoch nicht bei der S-Bahn und anderen Regionalzügen.
Mittlerweile wurden bestimmte Bahnhöfe umliegender Landkreise als Zonen D bis F (ehemals Außenringe AR1 bis AR3) durch Regionaltarife für Zeitkarten (Cards) in den GVH-Tarif auf folgenden Streckenabschnitten eingebunden:
- Haste–Bückeburg
- Hagen–Eystrup
- Bennemühlen–Walsrode
- Großburgwedel–Celle
- Ehlershausen–Celle
- Dedenhausen–Calberlah
- Hämelerwald–Peine
- Sehnde–Hildesheim–Nordstemmen
- Hildesheim–Hoheneggelsen
- Hildesheim–Groß Düngen–Derneburg
- Groß Düngen–Bodenburg
- Sarstedt–Nordstemmen–Elze–Freden
- Barnten–Emmerke
- Elze–Hameln–Rinteln
- Springe–Hameln–Bad Pyrmont

Die Regional-Cards gelten außerhalb der Region Hannover nur im Schienenverkehr zu den jeweiligen Bahnhöfen, nicht jedoch im Busverkehr. Innerhalb des GVH-Gebietes gelten die Fahrkarten auch im Bus und in der Stadtbahn. In einigen Landkreisen werden für den Busverkehr vergünstigte Anschlussfahrkarten angeboten.
Zum 1. Januar 2020 wurde das Tarifsystem reformiert. „Tickets“ und „Cards“ wurden zu „Karten“ mit einheitlichen Zonen A, B und C. Zuvor wurde die Zone Hannover (jetzt Zone A) nur für Zeitkarten außer Tageskarten in zwei kleinere Zonen Hannover 1 und 2 unterteilt.

## Gemeinschaftsfahrplan
1972 wurde erstmals ein Gemeinschaftsfahrplan für den Großraum-Verkehr Hannover herausgegeben, der zunächst halbjährlich, später jährlich in gedruckter Form erschien. Später wurde das Fahrplanbuch in sieben Regionalfahrpläne und ein Buch Züge aufgeteilt. Im Dezember 2020 wurde es letztmals in gedruckter Form herausgegeben. 